# Greta, la tortionnaire
Série
Ilsa, la louve des SS
(1975) Ilsa, la tigresse de Sibérie
(1977)
Pour plus de détails, voir Fiche technique et Distribution.
Greta, la tortionnaire, également connu sous les titres de Ilsa, ultimes perversions et Le Pénitencier des femmes perverses est un film érotique et d'horreur suisse réalisé par Jesús Franco et produit par Erwin C Dietrich, sorti en 1977.
Dyanne Thorne reprend son rôle d'Ilsa, ici rebaptisé Greta, qu'elle avait déjà tenu dans Ilsa, la louve des SS, Ilsa, gardienne du harem et Ilsa, la tigresse de Sibérie.

## Synopsis
La doctoresse Greta del Pino est directrice de Las Palomas une institution carcérale, dans une république fasciste d'Amérique centrale. Son institution tend officiellement à corriger les déviances sexuelles de ses malades : homosexualité, nymphomanie, pédophilie... En réalité, ce centre sert de prison politique pour les ennemies du régime. Ainsi parmi les vrais malades, se côtoient des révolutionnaires marxistes et des criminelles de droits communs.
Un jour, le Docteur Arcos voit surgir dans son cabinet Rosa, une jeune femme blessée par balle. Dans son délire, elle parle à Arcos de Las Palomas et des tortures que la directrice fait subir aux prisonnières : électrochocs, coups de fouet, humiliations diverses, viols commis par des femmes... Quand Greta arrive dans le cabinet d'Arcos, ce dernier se voit obligé de rendre la malade aux autorités. Quelques mois plus tard, après qu'on lui a annoncé la mort de la jeune femme, il décide de prévenir une ONG des agissements suspects de l'institut.
Abbie, la sœur de Rosa, va obliger Arcos à la faire interner à Las Palomas pour comprendre ce qui est réellement arrivé à sa jeune sœur. Arcos lui invente un faux passé, et lui propose d'y rester un mois. À sa sortie, elle devra témoigner des atrocités de Greta. Recherchant la vérité, elle subira les pires humiliations imaginables des mains des gardiens et notamment de Juana, l'amante de Greta.

## Fiche technique
- Titre : Greta, la tortionnaire
- Autres titres : Ilsa, ultimes perversions, Le Pénitencier des femmes perverses, Greta no man's house
- Titre original : Greta - Haus ohne Männer
- Réalisation : Jesús Franco
- Scénario : Erwin C. Dietrich et Jesús Franco
- Production : Erwin C. Dietrich
- Musique : Walter Baumgartner
- Photographie : Ruedi Küttel
- Montage :
- Pays d'origine :  Suisse,  Allemagne,  États-Unis
- Format : Couleurs
- Genre : Érotisme - horreur
- Durée : 86 à 95 minutes suivant les versions
- Dates de sortie : 
  -  Allemagne de l'Ouest : 21 janvier 1977
  -  États-Unis : février 1979
  -  France: frappé d'interdiction totale en 1978[1]

## Distribution
- Dyanne Thorne : Greta del Pino / Ilsa
- Tania Busselier : Abbie Phillips
- Lina Romay : Juana
- Eric Falk : Pablo Rego
- Howard Maurer : le Gouverneur
- Angela Ritschard : Rosa Phillips
- Jess Franco : Dr. Milton Arcos

## Analyse
Ce film ne s'inscrit pas dans la continuité des Ilsa classiques. Jesús Franco, essayant en vain d'offrir à son public un nouvel épisode de cette série, fut trahi par lui-même. En effet, cette Ilsa-là n'a pas grand chose à voir avec sa légende. Ici Dyanne Thorne est une tortionnaire lesbienne avec un goût prononcé pour le masochisme. Rien à voir avec le sadisme habituel de la Fräulein Doktor ou bien encore de la Camarade Colonelle des précédents films.
Dans une interview, la comédienne disait elle-même avoir été trompée par ce rôle qui tenait plus du cinéma érotique que des rôles sanglants et choquants  de ses autres films. Tout en vantant les mérites de Jesús Franco, elle reconnaissait que ce film était une épine dans sa carrière. Ce qui ne l'empêchera pas de tourner la même année pour Jean Lafleur Ilsa la tigresse du Goulag qui marquera la fin de la série des Ilsa.